# 加利福尼亞海事學院
加利福尼亞海事學院（California Maritime Academy，亦稱：CMA、Cal Maritime、CSU, Maritime和Maritime）是加利福尼亞州立大學系統內、主校區位於美國加利福尼亞州瓦列霍的一所公立大學。是全美僅有的七所可以頒發學位的海事學院之一，更是美國西部唯一有此資格的海事學院。 該學院可以頒發六個本科學位、一個研究生學位，無博士學位提供。 2015年《美國新聞與世界報道》將其排在“西部地區學院”類中的第3位。

## 外部連結
- Official website（页面存档备份，存于）
- Official athletics website（页面存档备份，存于）

38°4′10″N 122°13′47″W / 38.06944°N 122.22972°W